# سيد أباد (خبريز)
سید أباد (بالفارسية: سیدآباد) هي قرية تقع في إيران في قسم خبریز الريفي.